# Абдурахманов, Саламу Мусаевич
Саламу Мусаевич Абдурахманов (чечен. Ӏабдурахьманийн Мусан кӀант Саламу; род. 23 сентября 1992 года, Урус-Мартан, Чечня, Россия) — российский боец смешанных боевых искусств (ММА), бывший чемпион лиги Absolute Championship Akhmat (ACA) в среднем весе (84 кг).

## Биография
Абдурахманов Саламу родился в с. Гойты семье столяра-мебельщика. Абдурахманов Саламу начал заниматься спортом в юном возрасте, когда ему исполнилось 12 лет, он впервые посетил секции тхэквондо в своем родовом селе. На счету Абдурахманова Саламу победы в первенствах Чеченской Республики, пару раз выиграл чемпионат СКФО и Чемпионат России. По мимо тхэквондо, Саламу занялся и вольной борьбой для развития общих бойцовских качеств.
После окончания школы, Абдурахманов устраивается на заочное отделение юридического факультета ЧГУ.

## Профессиональная карьера
Саламу Абдурахманов начинает свою профессиональную карьеру бойца MMA в 2014 году, выступая за «Ахмат».
В 2016 году становится первым чемпионом Лиги WFCA в среднем весе на титульном поединке Grand-Prix Akhmat 2016 Final. 2019 году становится первым чемпионом Лиги ACA.
В июне 2016 году Саламу Абдурахманов в одном из интервью YouTube каналам назвал Магомеда Исмаилова самым достойным претендентом в среднем весе лиги ACA. Магомед Исмаилов расценил слова Саламу Абдурахманова как вызов на бой, и отказался от боя по религиозным причинам.
Проясню ситуацию: я не бросал тебе вызовы. Меня спросили, кого я считаю самым достойным претендентом в нашем весе, и я назвал твое имя. Я не выбираю себе соперников, так как я чемпион и готов драться с любым, кого против меня поставят. Но в любом случае, твою позицию я понимаю и уважаю. (Саламу Абдурахманов).
.

## WFCA
22 августа 2015 состоялся дебют Абдурахманова в лиге World Fighting Championship Akhmat.

### Grand-Prix Akhmat 2016 Final
2016 году на титульном поединке Grand-Prix Akhmat 2016 Final Абдурахманов Саламу встретился с Алеексеем Ефремовым. Несмотря на то что многие специалисты считали фаворитом встречи Алексея Ефремова, Абдурахманов сумел успешно перевести своего противника в партер и за минуту до конца первого тайма задушил своего соперника, тем самым став первым в истории чемпионом лиги WFCA в среднем весе.

### WFCA 53
2018 году, на 53-м турнире чеченского промоушена WFCA состоялся бой за звание чемпиона в среднем весе, между действующим чемпионом — Саламу Абдурахманова и непобежденным претендентом за звание чемпиона в среднем весе — Шамилем Абдулаевым. По окончании пяти раундов, раздельным решением судей победу одержал Саламу Абдурахманов, успешно защитив пояс чемпиона в среднем весе WFCA.

## ACA
После объединения бойцовских клубов БК «Беркут» и БК «Ахмат» произошло слияние чемпионатов WFCA и Absolute Championship Berkut, а новую лигу назвали Absolute Championship Akhmat (ACA).

#### ACA 95
2018 году ACA анонсировал поединок за титул чемпиона в среднем весе. Оспорить чемпионский титул вышел бывший чемпион WFCA в среднем весе — Саламу Абдурахманов и бывший чемпион ACB в полусреднем весе — Бретт Купер. Не смотря на то-что, Бретт Купер являлся настоящим ветераном MMA, в середине первого раунда попался на удушающий прием Абдурахманова. В результате поединка Саламу Абдурахманов стал первым в истории чемпионом лиги ACA в среднем весе.
Я знал, что Купер мужественный соперник, который всегда дерётся до конца и проявляет себя неуступчивым соперником. Настраивался на все пять раундов, но он попался на мой любимый удушающий приём и уснул.

#### ACA 102
29 ноября 2019 году в Алма-Ате проходит ACA 102, где главным боем вечера становится бой между чемпионом в среднем весе Саламу Абдурахмановым и претендентом на чемпионский титул Валерием Мясниковым. 
Я настраиваюсь доминировать в каждом аспекте. Опережать его в стойке, не давать бороться. Должен быть полный контроль над ходом поединка на протяжении всего времени", - Валерий Мясников.
 Во втором раунде Абдурахманову удается провести проход в ноги, и взять на удушающий прием Мясникова. Таким образом, Саламу Абдурахманов провел свою первую титульную защиту в лиге ACA и одержал 13-ю победу в профессиональной карьере ММА.

## Статистика ММА
| Боёв 16         | Побед 15 | Поражений 1 |
| --------------- | -------- | ----------- |
| Нокаутом        | 3        | 1           |
| Сдачей          | 6        | 0           |
| Решением        | 6        | 0           |
| Ничьи           | 0        | 0           |
| Не состоявшихся | 0        | 0           |

| Результат | Рекорд | Соперник           | Способ                                          | Турнир                                               | Дата            | Раунд | Время | Место               | Примечание                                    |
| --------- | ------ | ------------------ | ----------------------------------------------- | ---------------------------------------------------- | --------------- | ----- | ----- | ------------------- | --------------------------------------------- |
| Победа    | 15-1   | Рене Пессоа        | Решением (единогласным)                         | ACA 146: Абдурахманов - Пессоа                       | 4 октября 2022  | 5     | 5:00  | Грозный, Россия     | Претендетский бой за пояс АСА в среднем весе. |
| Победа    | 14-1   | Сиро Родригес      | Сабмишном (удушение ручным треугольником)       | ACA 140: Резников - Рамос                            | 17 июня 2022    | 2     | 3:52  | Сочи, Россия        |                                               |
| Победа    | 13-1   | Валерий Мясников   | Сабмишном (удушение сзади)                      | ACA 102 — Туменов vs Ушуков                          | 29 ноября 2019  | 2     | 3:35  | Алма-Ата, Казахстан |                                               |
| Победа    | 12-1   | Бретт Купер        | Сабмишном (Anakonda Choke)                      | ACA 95 — Moscow                                      | 27 апреля 2019  | 1     | 2:48  | Москва, Россия      |                                               |
| Победа    | 11-1   | Шамиль Абдулаев    | Решением (раздельным)                           | WFCA 53 Abdurahmanov vs. Abdulaev                    | 4 октября 2018  | 5     | 5:00  | Грозный, Россия     |                                               |
| Победа    | 10-1   | Маркос Пирата      | Техническим нокаутом (остановка доктором)       | WFCA 47 International Tournament                     | 1 апреля 2018   | 2     | 5:00  | Грозный, Россия     |                                               |
| Победа    | 9-1    | Алексей Ефремов    | Сабмишном (удушение сзади)                      | WFC Akhmat Grand Prix Final                          | 10 апреля 2016  | 1     | 4:14  | Россия, Россия      |                                               |
| Победа    | 8-1    | Делсон Хелено      | Решением (единогласным)                         | WFCA 23 — Grand Prix Akhmat                          | 11 июня 2016    | 3     | 5:00  | Грозный, Россия     |                                               |
| Победа    | 7-1    | Анатолий Сафронов  | Сабмишном (удушение сзади)                      | WFCA 17 — Grand Prix Akhmat                          | 9 апреля 2016   | 1     | 3:27  | Грозный, Россия     |                                               |
| Поражение | 6-1    | Ксавьер Фупа-Покам | Техническим нокаутом (удары)                    | WFCA — Grozny Battle 13                              | 26 декабря 2015 | 3     | 2:48  | Грозный, Россия     |                                               |
| Победа    | 6-0    | Чарльз Андраде     | Решением (единогласным)                         | WFCA 6 — Grozny Battle                               | 22 августа 2015 | 3     | 5:00  | Грозный, Россия     |                                               |
| Победа    | 5-0    | Дэвид Вэзик        | Нокаутом (удар ногой в голову)                  | World Fighting Championship Akhmat — Grozny Battle 3 | 13 июня 2015    | 1     | 2:40  | Грозный, Россия     |                                               |
| Победа    | 4-0    | Айреш Бенруш       | Решением (единогласным)                         | Akhmat MMA — Grozny Fights                           | 14 марта 2015   | 3     | 5:00  | Грозный, Россия     |                                               |
| Победа    | 3-0    | Георгий Кичигин    | Техническим нокаутом (отказ от продолжения боя) | ACB 11 — Vol. 1                                      | 14 ноября 2014  | 2     | 3:57  | Грозный, Россия     |                                               |
| Победа    | 2-0    | Олег Зиновьев      | Сабмишном (удушение сзади)                      | ACB 10 — Coliseum Time                               | 4 октября 2014  | 2     | 4:20  | Грозный, Россия     |                                               |
| Победа    | 1-0    | Неизвестный боец   | Решением (единогласным)                         | RadMer 4 — 2 Round                                   | 27 июня 2013    | 2     | 5:00  | Стерлитамак, Россия |                                               |